# Шопорово (микрорайон Ржева)
Шопорово — микрорайон (упразднённая  деревня) в западной части города Ржева Тверской области России. 

## География
Располагается в западной части города, на левом берегу реки Волги. Относится к Советской стороне города. 

## История
Упоминается в краеведческой литературе как Шопоровский угор. Здесь добывали известняк при строительстве первых каменных домов Ржева. 
В 1859 году в Ржевском уезде, в 2 верстах от Ржева, при реке Волге, владельческая деревня Шопорова, 15 дворов, 144 жителя.
В начале XX века в шопоровских лесах собирался революционный люд для проведения маёвок, ныне лес вырублен.
После победы Октябрьской революции 1917 года в деревне был организован колхоз, получивший имя А.М.Горького. При колхозе появились скотные дворы, на Волге заработала паромная переправа. 
Во время Великой Отечественной войны, в период оккупации города, немецкой властью в колхозе был открыт плодопитомник для снабжения продовольствием оставшегося населения города, весной 1942 года здесь было засеяно 10 га ржи.
В 1970-х годах деревня Шопорово вошла в состав города Ржева, в плане деревни появились улицы. Вместе с тем положение жителей нового микрорайона ухудшилось: исчез колхоз имени Горького, паромная переправа была закрыта, скотные дворы развалились.

## Инфраструктура
Личное подсобное хозяйство с зоной сельскохозяйственного использования, индивидуальная застройка усадебного типа.
В начале 2000-х годов в микрорайон был проведён газ, отстроен водопровод от мебельного комбината, несмотря на это, большинство жителей по прежнему пользуются колодцами.